# Cassius Marcellus Coolidge
Cassius Marcellus Coolidge (Antwerp, 18 de setembre de 1844 - Nova York, 13 de gener de 1934) va ser un pintor estatunidenc, conegut per les pintures que retraten gossos jugant al pòquer.

## Biografia
Nascut al nord de l'Estat de Nova York, fill de grangers quàquers abolicionistes, Coolidge era conegut per amics i familiars com a «Cash». Va contreure matrimoni amb Gertrude Kimmell el 1909, amb la qual va tenir una filla, Marcella.

## Trajectòria artística

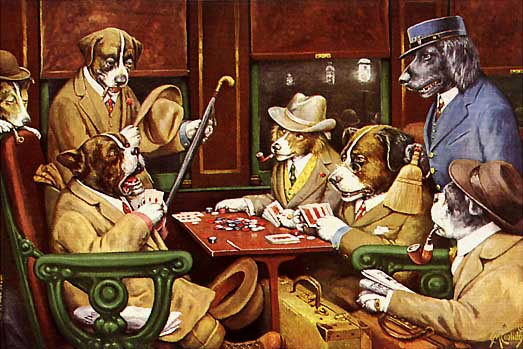
His Station and Four Aces

Mentre no comptava amb una formació com a artista, la seva natural aptitud per al dibuix el va portar a crear historietes per a un diari local quan rondava els vint anys. També se li reconeix haver creat Comic Foregrounds, panells de mida real amb una retallada en la qual el cap es col·loca per ser fotografiat com un personatge divertit.
El 1903, Coolidge va ser contractat per l'agència de publicitat Brown & Bigelow de Saint Paul, Minnesota, per crear la publicitat d'una empresa de cigarrets. El resultat va ser una sèrie de setze quadres a l'oli sobre gossos en diverses postures humanes: nou d'elles representaven a gossos jugant al pòquer, motiu pel qual es coneix a aquesta sèrie com Gossos jugant al pòquer (Dogs Playing Poker), la resta estan representats també realitzant activitats humanes com jugar al billar, llegir un diari o fer de triler.
Els títols de la sèrie Dogs Playing Poker són:
- A Bachelor's Dog
- A Bold Bluff
- Breach of Promise Suit
- A Friend in Need
- His Station and Four Aces
- New Year's Eve in Dog Ville
- One to Tie Two to Win
- Pinched with Four Aces
- Poker Sympathy
- Post Mortem
- The Reunion
- Riding the Goat
- Sitting up with a Sick Friend
- Stranger in Camp
- Ten Miles to a Garage
- Waterloo

El 15 de febrer de 2005, dues d'aquestes pintures, A Bold Bluff i Waterloo, van ser subhastades esperant ser venudes entre 30.000$ i 50.000$, però, sorprenentment, van ser venudes per 590.400$. La subhasta va ser un rècord per a obres de Coolidge, la venda més alta fins a aquest moment havia estat de 74.000$.
El 2009, la pel·lícula Up de Disney/Pixar va homenatjar indirectament Coolidge en incloure una escena de gossos jugant al pòquer.